# Gordon J. Garradd
Gordon J. Garradd, né en 1959, est un astronome et un photographe australien de Loomberah, Nouvelle-Galles du Sud.
L'astéroïde (5066) Garradd a été nommé en son honneur.

## Découvertes
Il a découvert de nombreux astéroïdes dont celui nommé (61342) Lovejoy, mais aussi des comètes dont les comètes périodiques 186P/Garradd, 259P/Garradd, 296P/Garradd ainsi que C/2009 P1 (Garradd), et 4 novae dans le Grand Nuage de Magellan.
| (6027) 1993 SS2     | 23 septembre 1993 |
| (6874) 1994 JO1     | 9 mai 1994        |
| (8201) 1994 AH2     | 5 janvier 1994    |
| (10150) 1994 PN     | 7 août 1994       |
| (10180) 1996 EE2    | 15 mars 1996      |
| (10578) 1995 LH     | 5 juin 1995       |
| (10824) 1993 SW3    | 24 septembre 1993 |
| (14916) 1993 VV7    | 10 novembre 1993  |
| (14921) 1994 QA     | 16 août 1994      |
| (23621) 1996 PA     | 5 août 1996       |
| (24814) 1994 VW1    | 10 novembre 1994  |
| (26895) 1995 MC     | 23 juin 1995      |
| (30956) 1994 QP     | 27 août 1994      |
| (37651) 1994 GX     | 3 avril 1994      |
| (55820) 1995 FW     | 25 mars 1995      |
| (55843) 1996 PD1    | 9 août 1996       |
| (61342) Lovejoy     | 3 août 2000       |
| (65757) 1994 FV     | 21 mars 1994      |
| (69350) 1993 YP     | 17 décembre 1993  |
| (69357) 1994 FU     | 21 mars 1994      |
| (96298) 1996 RE26   | 9 septembre 1996  |
| (100210) 1994 LD1   | 15 juin 1994      |
| (100211) 1994 PF1   | 7 août 1994       |
| (100244) 1994 QB    | 16 août 1994      |
| (102530) 1999 UF4   | 30 octobre 1999   |
| (123302) 2000 UW112 | 19 octobre 2000   |
| (162037) 1996 BW3   | 26 janvier 1996   |
| (178680) 2000 RB9   | 2 septembre 2000  |
| (228215) 1996 DD2   | 26 février 1996   |
| (412983) 1996 FO3   | 24 mars 1996      |